# Тед Джонс
Тед Джонс (англ. Thad Jones, повне ім'я Та́ддеус Джо́зеф Джонс, англ. Thaddeus Joseph Jones; 28 березня 1923, Понтіак, Мічиган — 20 серпня 1986, Копенгаген, Данія) — американський джазовий трубач, корнетист, композитор і аранжувальник. Лауреат премії «Греммі» (1979).

## Біографія
Народився 28 березня 1923 року в Понтіаку (штат Мічиган). Його старший брат піаніст Генк Джонс, а молодший — ударник Елвін Джонс. Навчився грати на трубі самостійно; у віці 16 років почав грати професійно з Генком Джонсом і Сонні Стіттом. Після служби в армії (1943—1946), працював у місцевих гуртах. У 1950—1953 роках часто виступав з квінтетом Біллі Мітчелла в Детройті і зробив декілька записів з Чарльзом Мінгусом (1954—1955).
Став відомимим у період (1954—1963), коли працював в оркестрі Каунта Бейсі, де він ділив обов'язки соліста з Джоном Ньюменом. У період співпраці з Бейсі займався аранжуванням, а після 1963 року працював також як композитор. Приєднався до телеканалу CBS, разом з Пеппером Адамсом очолював квінтет, і наприкінці 1965 року, створив біг-бенд з ударником Мелом Льюїсом, який з лютого 1966, виступав в клубі Village Vanguard.
Упродовж наступного десятиліття окрестр став відомим, що дозволило Джонсу присвятити себе написанню пісень. Він написав «Mean What You Say», «Consummation», «Big Dipper», «Central Park North», «A Child is Born», «Little Pixie». Серед сайдменів в оркестрі Теда Джонса-Мела Льюїса були трубачі Білл Беррі, Денні Стайлс, Річард Вільямс, Марвін Стемм, Снукі Янг і Джон Фаддіс, тромбоністи Боб Брукмеєр, Джиммі Неппер і Квентін Джексон; Джером Річардсон, Джеррі Доджон, Едді Деніелс, Джо Фаррелл, Пеппер Адамс і Біллі Гарпер, піаністи Генк Джонс і Роланд Ганна, і басисти Річард Девіс та Джордж Мраз.
У 1978 році здивував Льюїса тим, що залишив оркестр і несподівано переїхав до Данії, вчинок, який він ніколи не пояснював. У 1979 році як учасник оркестру Теда Джонса-Мела Льюїса отримав премію «Греммі» в категорії «Найкращий альбом великого джазового оркестру» за альбом Live in Munich. Писав для радіо оркестру та власного гурт під назвою Eclipse. Наприкінці 1984 року очолив оркестр Каунта Бейсі, однак вже через рік через важкий стан здоров'я був змушений залишити музику. Записувався як соліст на лейблах Debut (1954—1955), Blue Note, Period, United Artists, Prestige, Roulette, Milestone, Solid State, Artists House, A&M, Metronome.  
Помер 20 серпня 1986 року в Копенгагені від раку кістки у віці 63 років.
На його честь названа вулиця Тада Джонса на півдні Копенгагена «Теда Джонса Вей» (Thad Jones Street).

## Дискографія
- The Fabulous Thad Jones (Debut, 1954)
- Detroit-New York Junction (Blue Note, 1956)
- The Magnificent Thad Jones (Blue Note, 1956)
- Mad Thad (Period, 1957)
- Olio (Prestige, 1957)
- After Hours (Prestige, 1957)
- Motor City Scene (United Artists, 1959) з Біллі Мітчеллом, Елом Греєм, Томмі Фленаганом, Полом Чемберсом і Елвіном Джонсом
- Mean What You Say (Milestone, 1966)
- Greetings and Salutations (Four Leaf Clover, 1977)
- The Thad Jones/Mel Lewis Quartet (Artist House, 1978)
- Thad Jones, Mel Lewis and UMO (RCA, 1978)
- Live at Montmartre (Storyville, 1978)
- Eclipse (Metronome, 1979)
- Live at Slukefter (Metronome, 1980)

## Нагороди
- 1979 — Премія «Греммі» за «Найкращий альбом великого джазового оркестру» за альбом — Live in Munich.